# Inte bara drömmar
Inte bara drömmar är ett album som släpptes 1997 av och med Lasse Berghagen.

## Låtlista
1. Inte bara drömmar (musik: Lasse Holm)
2. Sommaren kom i en blåmålad eka
3. Vi två
4. Håll mig hårt
5. Seglande skepp
6. Tack för allt du gett mig (Duett med Gitt Persson)
7. Från kust till kust
8. Stranden
9. Du är ljuset i mitt liv
10. Lei di lei
11. Sjung för mig fågel
12. Jag önskar jag vore en skuta

## Listplaceringar
| Lista (1997) | Topplacering |
| ------------ | ------------ |
| Sverige      | 34           |